# Teresa Giudice
Teresa Giudice (Gorga de soltera; Paterson, Nueva Jersey, 18 de mayo de 1972) es una personalidad de televisión estadounidense conocida por protagonizar The Real Housewives of New Jersey. Además de aparecer en el programa, Giudice escribió varios libros de cocina que fueron de los más vendidos del New York Times y apareció en The Celebrity Apprentice 5 (2012) de Donald Trump.
En diciembre de 2015, fue liberada de prisión después de cumplir 11 meses de una sentencia de 15 meses por fraude, mientras su esposo y sus cuatro hijas residían en la sección Towaco de Montville, Nueva Jersey. Es conocida por su estilo de vida extravagante y sus problemas financieros y legales muy publicitados que la llevaron a su sentencia de prisión. Su esposo, nacido Giuseppe pero llamado Joe, comenzó su sentencia de 41 meses en marzo de 2016.

## Primeros años
Giudice nació como Teresa Gorga en Paterson, Nueva Jersey, de Giacinto y Antonia Gorga, inmigrantes italianos de Sala Consilina, Campania. Ella y su hermano menor, Giuseppe "Joey" Gorga, se criaron en la fe católica. Estudió marketing de moda en Berkeley College en Nueva Jersey.

## Carrera
Giudice trabajó para Macy's como compradora asociada. Ha sido miembro del elenco de The Real Housewives of New Jersey desde la primera temporada.
Desde que protagonizó Housewives, es coautora de tres exitosos libros de cocina que incluyen recetas heredadas de su madre: Skinny Italian (4 de mayo de 2010), Fabulicious (3 de mayo de 2011), y Fabulicious!: Fast & Fit (8 de mayo de 2012) junto con un libro de memorias, coescrito con K.C. Baker, Turning the Tables: From Housewife to Inmate and Back Again, que gira en torno a su tiempo en prisión. Su sexto libro, Standing Strong, se publicó el 3 de octubre de 2017. Los cuatro libros han sido los más vendidos del New York Times. También creó Fabellini, una línea de cócteles bellini, así como una línea de cuidado del cabello con Jerel Sabella que lleva el nombre de su hija, Milania.
En 2012, se unió al elenco de The Celebrity Apprentice 5 (también conocido como The Apprentice 12), y finalmente recaudó $70,000 para su organización benéfica seleccionada, The NephCure Foundation. Fue eliminada en el duodécimo episodio, ubicándose en el quinto puesto.
Es miembro del comité de Project Ladybug, una organización benéfica fundada por la coprotagonista de RHONJ, Dina Manzo.
En mayo de 2017, Giudice, Joe Gorga y Melissa Gorga abrieron un restaurante llamado Gorga's Homemade Pasta & Pizza en Municipio de East Hanover, Nueva Jersey. En enero de 2018, el restaurante cerró.
También protagonizó The Real Housewives Ultimate Girls Trip, un spin-off con varias mujeres de la franquicia The Real Housewives, que se estrenó en Peacock en noviembre de 2021.
El 8 de septiembre de 2022, se anunció que Giudice sería una de las celebridades concursantes de la temporada 31 de Dancing with the Stars, siendo emparejada con el bailarín profesional Pasha Pashkov. Fueron eliminados la segunda semana, terminando en el decimoquinto puesto.

## Vida personal
Teresa estaba casada con Giuseppe "Joe" Giudice (un ciudadano italiano nacido en Saronno, Italia, y traído a Paterson, Nueva Jersey, por sus padres cuando tenía un año de edad),  quien había trabajado como albañil y propietario de un restaurante en Nueva Jersey. Tienen cuatro hijas juntas: Gia (n. 2001), Gabriella (n. 2004), Milania (n. 2006) y Audriana (n. 2009). Después de su liberación de prisión, Giudice se convirtió en una culturista competitiva.
La madre de Giudice, Antonia Gorga, murió en marzo de 2017. Su padre, Giacinto Gorga, murió el 3 de abril de 2020.
El hermano de Giudice, Joe Gorga, se casó con Melissa Gorga en 2004. De 2011 a 2013, la rivalidad de Teresa y Melissa se transmitió durante tres temporadas de The Real Housewives of New Jersey. Su relación comenzó a florecer después de que Teresa fuera condenada y pasara 11 meses en prisión.
En diciembre de 2019, se anunció que Giudice y su esposo se habían separado después de 20 años de matrimonio. Visto en el programa de televisión, esto se debió a los rumores de infidelidad y condenas a prisión. Teresa solicitó el divorcio unos meses después y en septiembre de 2020, un representante confirmó que el divorcio había finalizado.
En julio de 2020, Giudice comenzó a salir con Luis Ruelas y se comprometieron en octubre de 2021. La pareja se casó oficialmente en agosto de 2022.

## Condenas

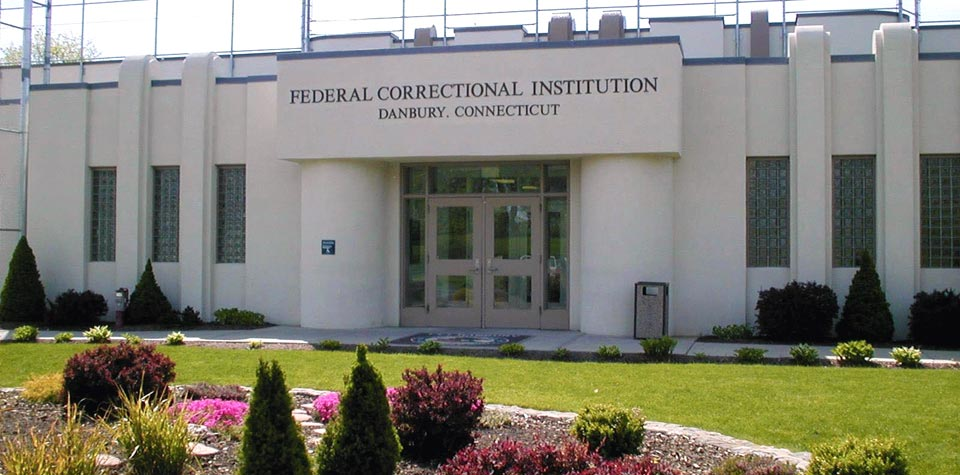
ICF Danbury, donde Giudice fue encarcelada

En octubre de 2009, los Giudice se declararon en bancarrota. Inicialmente, se programó una subasta de muebles de su casa en Montville, Nueva Jersey, para el 22 de agosto de 2010, pero se pospuso y luego se canceló cuando la pareja retiró su petición de bancarrota.
El 29 de julio de 2013, Teresa y Joe Giudice fueron acusados de conspiración para cometer fraude postal, fraude electrónico y fraude bancario, hacer declaraciones falsas en solicitudes de préstamos y fraude de bancarrota en una acusación formal de 39 cargos. La acusación también acusó a Joe Giudice de no presentar declaraciones de impuestos para los años fiscales 2004 a 2008, tiempo durante el cual supuestamente ganó casi $1 millón. El abogado de Teresa le dijo a Associated Press que se declararía inocente y «esperamos reivindicarla».
El 14 de agosto de 2013, los dos se declararon inocentes ante un tribunal federal de los cargos de fraude financiero.
Joe Giudice fue juzgado el 19 de noviembre de 2013 por cargos individuales de que presuntamente usó actas de matrimonio y nacimiento pertenecientes a su hermano para obtener una licencia de conducir de manera fraudulenta en 2010. La licencia de conducir de Giudice había sido suspendida luego de un arresto por conducir ebrio el 13 de enero de 2010. Después de que fue condenado, la licencia de Joe fue suspendida por 12 meses y fue sentenciado a 20 días de servicio comunitario. Como empleó al mismo abogado defensor en ambos juicios, la jueza federal de distrito Esther Salas cambió la fecha del caso fiscal, que involucra a Teresa y Joe, del 8 de octubre de 2013 al 24 de febrero de 2014.
El 4 de marzo de 2014, Teresa y Joe se declararon culpables de 41 cargos de fraude, luego de un acuerdo con los fiscales federales. La pareja fue acusada de participar en fraude bancario, postal, electrónico y de bancarrota, lo que supuestamente los llevó a obtener más de $5 millones durante un período de 10 años. El 2 de octubre de 2014, Teresa fue sentenciada a 15 meses en una prisión federal; Joe fue sentenciado a 41 meses, seguido de una posible deportación a Italia. Juntos, la pareja también debe pagar $414,000 en restitución. A Teresa y Joe se les permitió escalonar sus declaraciones para que uno de los padres pudiera quedarse con sus hijos. Primero comenzó su sentencia, el 5 de enero de 2015. Se entregó a la Institución Correccional Federal en Danbury, Connecticut (siete horas antes de lo previsto). En Danbury, Teresa era conocida como la Reclusa No. 65703-050 y estaba programada para una liberación anticipada de dos meses el 16 de febrero de 2016. Giudice fue finalmente liberada el 23 de diciembre de 2015.
En julio de 2015, la residencia principal de Giudice en Towaco estaba en las primeras etapas de ejecución hipotecaria, mientras que la casa de verano de la pareja en Beach Haven West, en Municipio de Stafford, Nueva Jersey, fue embargada; este último fue subastado en una venta del alguacil el 18 de agosto de 2015 y no recibió ofertas. La residencia fue recomprada por el titular de la hipoteca por $100. En noviembre de 2015, la residencia principal de Giudice ya no estaba en ejecución hipotecaria.
En diciembre de 2014, Giudice presentó una demanda de $5 millones contra su abogado de bancarrotas, James Kridel, por no reunirse con ella antes de presentar los documentos de bancarrota. En marzo de 2017, se anunció que la demanda seguiría adelante.
En junio de 2018, se anunció que el caso de quiebra de Giudice de 2009 había sido desestimado. Pagará la restitución al departamento del tesoro del estado de Nueva Jersey y al IRS.
En marzo de 2019, Joe Giudice completó su sentencia y fue trasladado a una instalación de ICE para esperar un caso pendiente sobre si debe ser deportado o no a su país natal, Italia, ya que nunca se convirtió en ciudadano estadounidense a pesar de vivir en los Estados Unidos desde que tenía un año. En octubre de 2019, Giudice regresó a Italia para esperar una decisión sobre el caso. En abril de 2020, se denegó la tercera apelación de Giudice.

## Filmografía
| Año           | Título                                  | Papel                | Notas                                 |
| ------------- | --------------------------------------- | -------------------- | ------------------------------------- |
| 1997          | Donnie Brasco                           | Stripper sorprendida | Película; sin acreditar               |
| 2009          | Mercy                                   | Ama de casa #2       | Episodio: «I'm Not That Kind of Girl» |
| 2009–presente | The Real Housewives of New Jersey       | Ella misma           | 182 episodios                         |
| 2010          | Who Wants to Be a Millionaire           | Ella misma           | Celebridad jugadora; 4 episodios      |
| 2010          | The Fashion Show                        | Ella misma           | Episodio: «Real to Genteel»           |
| 2012          | Celebrity Apprentice                    | Ella misma           | Concursante; 14 episodios             |
| 2015          | Teresa Checks In                        | Ella misma           | 3 episodios                           |
| 2021          | The Real Housewives Ultimate Girls Trip | Ella misma           | Elenco principal: temporada 1         |
| 2022          | Good Morning America                    | Ella misma           | Invitada                              |
| 2022          | Dancing with the Stars                  | Ella misma           | Concursante (temporada 31)            |